# Al-Qurnah
Al-Qurnah (Arabisch: القرنة, letterlijk "de hoek" of "de verbinding") is een stad in het zuiden van Irak, gelegen op ongeveer 74 kilometer ten noordwesten van Basra, binnen het stedelijke gebied van Nahairat. De stad ligt op de samenvloeiing van de rivieren de Tigris en de Eufraat, waar de Shatt al-Arab ontstaat.

## Geografie en naam

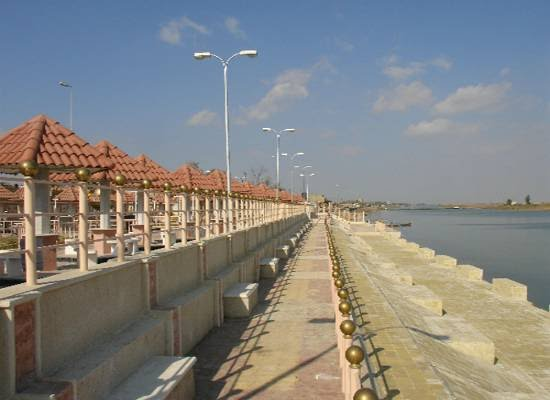

Al-Qurnah dankt zijn naam aan de ligging op het punt waar twee grote rivieren samenvloeien. Deze locatie is zowel strategisch als symbolisch van groot belang: het vormt het begin van de Shatt al-Arab, die vrijwel heel Zuid-Irak van Zuidwest-Iran scheidt en uitmondt in de Perzische Golf.

## Bevolking en bestuur
Al-Qurnah is de bestuurlijke zetel van het Al-Qurna District binnen de provincie Basra. De bevolking van het district bedroeg in 2018 ruim 286.000 inwoners.

## Legendarische en historische betekenis
In de lokale folklore wordt Al-Qurnah gezien als de vermoedelijke locatie van de Tuin van Eden en de Boom van de kennis van goed en kwaad uit de Bijbel. Een oude, inmiddels dode boom op de oever van de Tigris wordt als heilig beschouwd en trekt bezoekers.

## Historische gebeurtenissen
- Qurnah-ramp (1855): In mei 1855 zonken meerdere boten en vlotten die waardevolle archeologische vondsten vervoerden – onder andere afkomstig uit Khorsabad, Kuyunjik en Babylon – als gevolg van aanvallen door lokale stammen. Bijna alle artefacten gingen verloren, wat geldt als een van de ernstigste verliezen in de archeologische geschiedenis van Mesopotamië.
- Slag bij Qurna (1914): Tijdens de Mesopotamische campagne in de Eerste Wereldoorlog bevochten Britse troepen de Ottomaanse legeronderdelen nabij Al-Qurnah. Dit was belangrijk voor de verdediging van Basra en de olie-infrastructuur in de regio.

## Economie en milieu
De nabijheid van het West Qurna-olieveld, een van de grootste olievelden van Irak, heeft een aanzienlijke economische impact op het district.
Daarnaast maakt Al-Qurnah deel uit van de historische Centraal-moerassen, een deel van de Mesopotamische moerasgebieden (Ahwar). Deze moerassen zijn zwaar aangetast door drainage en ecologische veranderingen na 1991. Herstelprogramma’s zijn in gang gezet, maar het ecosysteem blijft kwetsbaar.

## Moderne ontwikkelingen
De Ba’athistische regering liet langs de rivier het Qurnah Tourist Hotel bouwen om toerisme te stimuleren. Volgens rapporten was de staat van het hotel en de omliggende infrastructuur bij het begin van de inval van 2003 slecht, met beschadigde wegen en een verwaarloosde “heilige boom”.

## Bekende personen
- Nuri Ja'far (1914–1991) Psycholoog en filosoof van het onderwijs.